# پیرگیاه برزیلی
پیرگیاه برزیلی (نام علمی: Senecio brasiliensis) نام یک گونه از سرده پیرگیاه است.

## نگارخانه

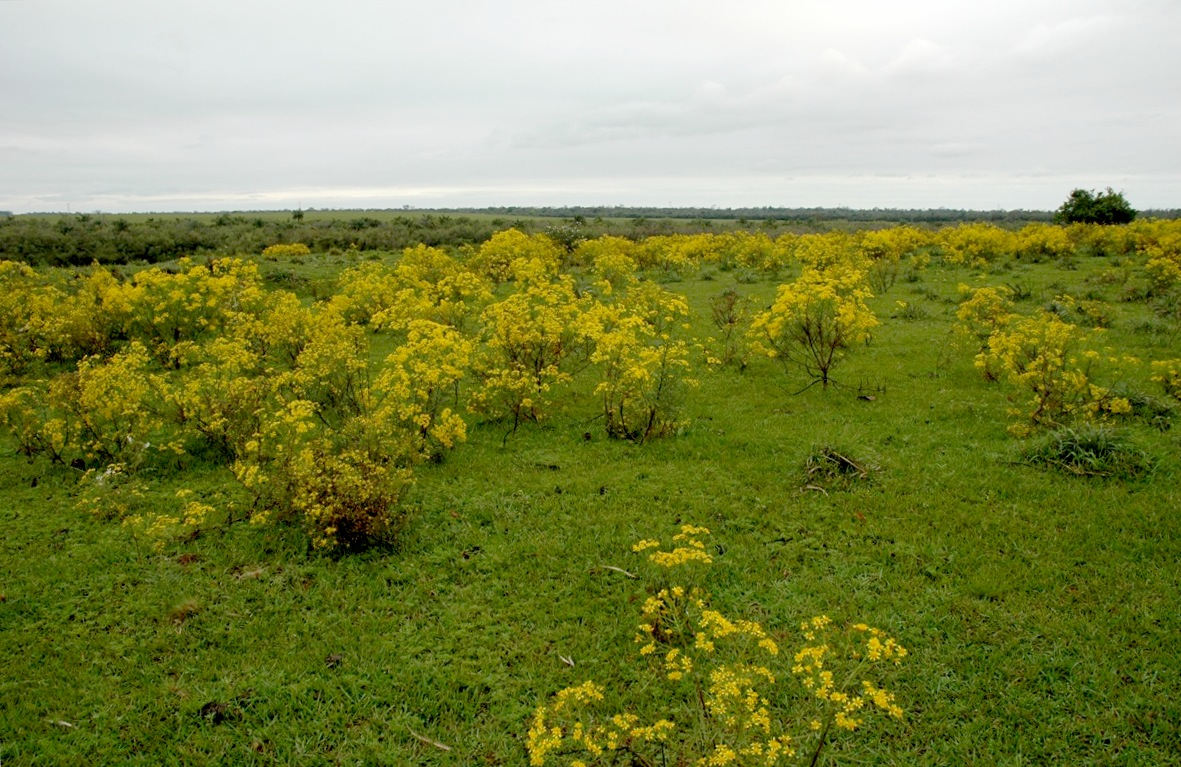